# Francilienne

Esquema da região parisiense representando a Francilienne em verde, a A86 em azul e o Boulevard Périphérique em amarelo.

A Francilienne, anteriormente conhecida sob o nome de "Rocade interdépartementale des villes nouvelles" ("Anel viário interdepartamental das vilas novas"), refere-se a um conjunto de vias expressas da Ilha de França de 160 quilômetros contornando o norte, o leste e o sul de Paris, a uma distância de cerca de trinta quilômetros.

## Apresentação
Em construção desde meados da década de 1970, o Francilienne é uma via expressa constituída de trechos designados sob vários nomes (ver abaixo), que devem permitir, a médio prazo, o contorno de Paris a uma distância de cerca de 25 km do centro da capital, passando por todas as villes nouvelles.
O Estado decidiu continuar o completamento da Francilienne no oeste parisiense. Ela vai de Marcoussis e chega no momento sem saída em Cergy-Pontoise, passando por Évry-Courcouronnes. Falta ligar Méry-sur-Oise (Val-d'Oise) à A13 (Yvelines) e depois a Saint-Quentin-en-Yvelines. A realização destas poucas dezenas de quilômetros com esta estrada, que passaria a fazer a volta da Grande couronne da Ilha de França.
O Francilienne constitui um dos quatro anéis viários de Paris junto com o Boulevard périphérique, a Autoroute A86 e o Grand contournement de Paris.

### Seção norte
A seção norte da Francilienne segue em cerca de 40 quilômetros o traçado da RN 184, o da RN 104 bem como seções da A1.

### Seção leste
A seção leste da Francilienne, de cerca de 59 quilômetros de extensão segue principalmente a A104 que leva o nome Francilienne bem como seções da A1 e A4.

### Seção sul
A seção sul da Francilienne, de cerca de 50 quilômetros de comprimento segue a rota da RN 104, bem como seções da A10, A6 e a A5.

### Seção oeste
Ao oeste, vários traçados foram propostas, suscitando debates e oposições entre as comunas e os moradores afetados.
Em 24 de outubro de 2006, o ministro da Ecologia, Dominique Perben, anunciou que havia escolhido o "traçado verde", traçado mediano (cada uma dos cinco traçados portava uma cor) que passa por Conflans-Sainte-Honorine, Achères e Poissy e evita a Floresta de Saint-Germain-en-Laye. Ele no entanto afirmou que o traçado deveria ser ajustado para levar em conta as expectativas dos moradores locais com a cobertura da via durante a travessia de Conflans e a travessia do Sena em túnel na altura de Achères. Uma das críticas formuladas contra esta rota era que atravessaria três vezes o Sena (uma única vez nos outros traçados). O financiamento será fornecido pelo Estado, isto é, sem pedágio. A agenda previu o início das obras em 2011, em uma duração de quatro anos.
Em agosto de 2011, o Estado decide estender a A104 até Achères, daí em diante, até Orgeval e, um pouco mais tarde, de Orgeval para a A13. Uma enquete pública deve ser lançada para começar, sem uma agenda precisa.
Este projeto é fortemente criticado pelos prefeitos das comunas de Pierrelaye, Poissy, Carrières-sous-Poissy, Conflans-Sainte-Honorine, Achères, Méry-sur-Oise, Maurecourt, Villennes-sur-Seine, Saint-Germain-en-Laye e Jouy-le-Moutier.

## Trechos abertos

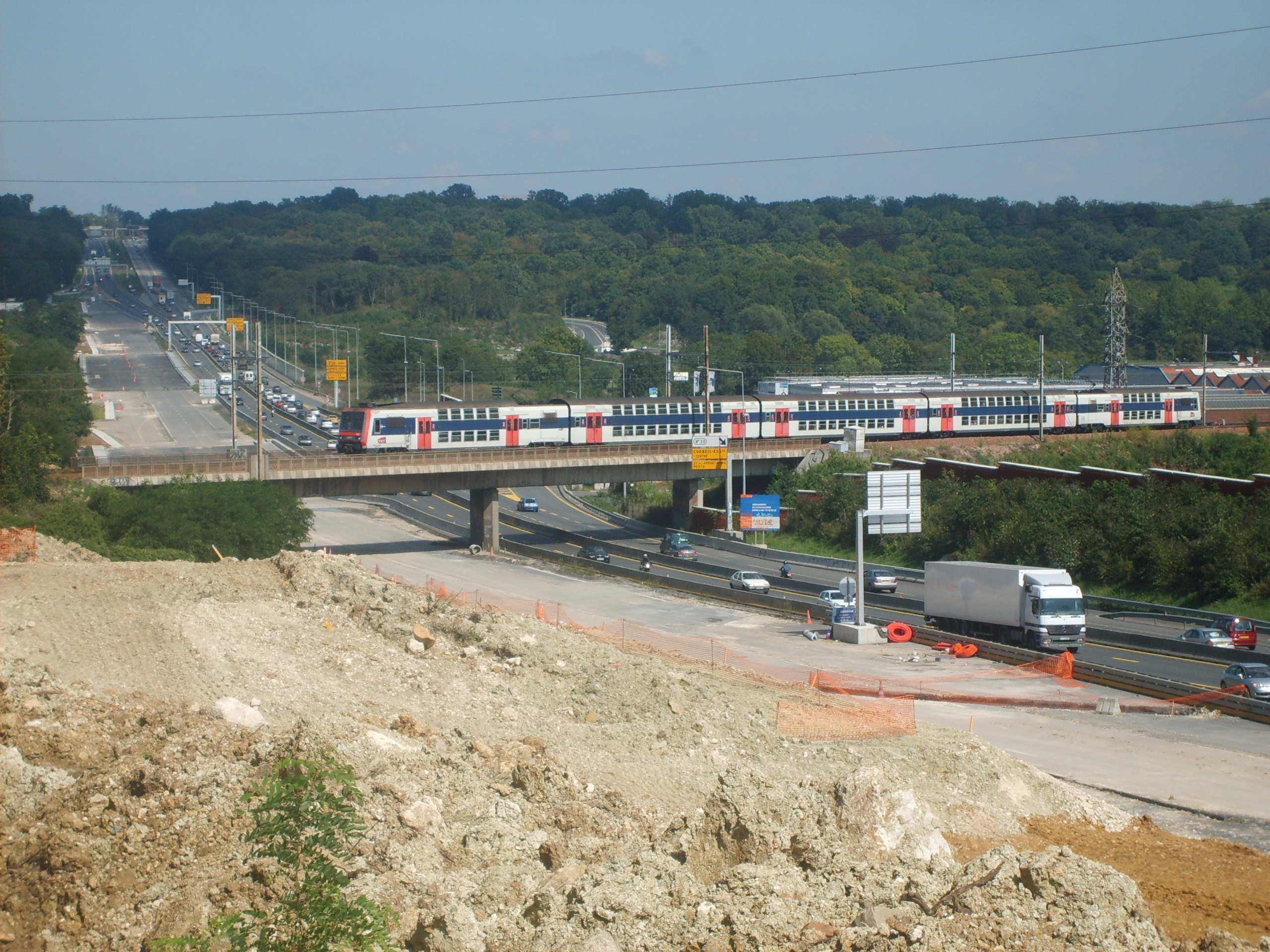
A RN104 em obras de alargamento ao nível da travessia do Sena em Corbeil-Essonnes, em agosto de 2007.

A Francilienne é atualmente (2011) composta de trechos de estradas e vias expressas a seguir:
- N184, de Cergy a Villiers-Adam;
- N104, de Villiers-Adam a Épiais-lès-Louvres;
- A1, de Épiais-lès-Louvres a Gonesse;
- A104, de Gonesse a Croissy-Beaubourg;
- A4, de Croissy-Beaubourg a Lognes;
- N104, de Lognes a Marcoussis.

## Comparação entre os anéis viários
O comprimento da Francilienne, 160 km de distância, pode ser comparado com o da rodovia britânica M25, anel rodoviário de Londres, com um comprimento de 188 km, ou com o da rodovia alemã 10 em torno de Berlim, que mede 196 km.